# Kovács István (filmproducer)
Kovács István (Budapest, 1957. január 24. –), művésznevén Kovi, "pornókirály",  világszerte ismert magyar filmproducer, pornófilmrendező, üzletember.

## Élete
Az eredeti szakmája szerint fotóriporterként dolgozó Kovács István a pornófilmjeivel többször is elnyerte a műfaja legmagasabb díjait.
1991-ben történt térdbalesetét egy elrontott műtét követte, ami miatt fel kellett adnia addigi állását, a Vasárnapi Híreknél végzett fotóriporterkedést, pont az ehhez szükséges mozgékonyságát veszítette el. Ekkor kezdett bele a pornófilm-készítésbe, az elsők között lett producer-rendező.
1994-ben rendezte első filmjét, a Hótehénkét, mely a hasonló című mese erotikus változataként hatalmas kasszasiker lett Magyarországon, több mint tízezer darabot adtak el belőle az első évben – akkor még VHS kazettán.
A rendszerváltással felszabadultak a korlátok, a kereslet ugrásszerűen megnőtt a műfaj iránt. Ezekben az időkben lendült fel a pornófilmes-karrierje.
„Amikor elkezdtem, Magyarországon még nem volt szexfilm-gyártás. A filmeket vagy turistaként hozták be az emberek, vagy az akkori egyetlen kiadócég adta ki itthon, szinkronizálva. Hazai gyártású film azonban, magyar szereplőkkel nem készült. Ma már évente körülbelül 150 film kerül piacra, de ebben benne vannak a házilag leforgatott, lényegében amatőr filmek is.” 
Las Vegasban átvehette az AVN (Adult Video News) két díját a The Splendor of Hell című munkájáért, amelynek főszereplője Monique Covet, de látható benne Michelle Wild is. A szakmában kétségtelenül az Oscar-díj szinonimájaként elfogadott kitüntetés mellett a berlini Vénusz-díjat, valamint a cannes-i fesztivál és show nagydíját tekintik a legnagyobb elismerésnek.
Több, mint 150 filmet forgatott, 4 alkalommal nyert AVN-díjat a Las Vegasi AVN fesztiválon. Összesen 27 díjat mondhat magáénak, többek között a már említett AVN-díjakon kívül díjakat kapott többek között Berlinben, Brüsszelben, Párizsban, Torinóban, Rigában, Belgrádban, Budapesten. Többször választották meg őt a legjobb európai pornófilm-rendezőnek.
Övé a brüsszeli fesztivál díja, amelyet az addigi munkáiért nyert el, mint a legjobb kelet-európai rendező, .
„Ez nem művészet, semmiképpen sem az – mondja –, sokkal inkább olyan filmtermékek készítése, amelyek részei a videókultúrának, céljuk pedig a szórakoztatás. Vagyis az, hogy a nézőnek meginduljon a fantáziája, amikor olyan szereplőket lát, amilyenekkel neki valószínűleg soha nem lesz dolga, olyan helyszíneken, ahová ő talán sosem fog eljutni. Mese felnőtteknek.”
Jelenleg Biokovi néven népszerűsít a Biocom termékeit, s az egészséges életmód terjesztésével foglalkozik.

„.. büszke vagyok az elmúlt 25 évemre, de mihez tud kezdeni egy volt „pornós”, akit egy ország a „pornós Kovinak” a „pornókirálynak”, ismer? Akinek 4 pornó Oscar-díj van a polcán, milyen más szakmában tud elhelyezkedni? Csupán ott, ahol nem kell magyarázkodni egy esetleges állásinterjún. Ez az MLM. Itt egyedül magamnak kell elszámolnom a teljesítményemmel, csupán a beszélgetőpartnereim kérdezik meg – egyébként egyre kevesebben, – hogy mit keresek én itt.
Miért Biocom, miért Reg-Enor? Mert a sok-sok fogyókúra után végre megtaláltam azt a módszert, amivel úgy tudok lefogyni, hogy nem éhezem, sőt jókat eszem, nagyokat kajálok. Nincs többé saláta, száraz pulyka-, vagy csirkemell. Helyette van a „nagymama kosztja”. Szalonna, töpörtyű, hurka, kolbász, szalámi, csülök, zsíros kenyér, stb. Ezzel a módszerrel fogytam le tavaly január óta 46 kilót! Ráadásul elmúltak az ismert egészségügyi problémáim: magas vérnyomás, kialakuló cukorbetegség, komoly asztma, ízületi fájdalmak. Jogos ezek után, hogy népszerűsítem a módszert? Ha nem tenném, akkor is megkérdeznék tőlem, hogy mitől fogytam le. Ne mondjam el? Elmondom, és, ha ezzel még pénzt is tudok keresni, utasítsam vissza?”

– Kovács Kovi István

## Magánélete
Nős, felesége Kovácsné Molnár Magdolna. 1981 óta házasok.

## Könyve
- Bűnös élvezet. Egy szexiparos titkai; szerk., közrem. Kordos Szabolcs; XXI. Század, Bp., 2011